# پروو والیس
پروو والیس (انگلیسی: Provo Wallis; ۱۲ آوریل ۱۷۹۱ – ۱۳ فوریهٔ ۱۸۹۲) افسر نیروی دریایی پادشاهی بریتانیا بود. به عنوان یک افسر جزء، پس از تصرف ناوچه‌ی یواس‌اس چساپیک توسط ناوچه‌ی اچ‌ام‌اس شانون در طول جنگ ۱۸۱۲، زخمی شدن کاپیتان اچ‌ام‌اس شانون و مرگ ستوان یکم آن در این نبرد، او به عنوان کاپیتان موقت اچ‌ام‌اس شانون خدمت کرد، زیرا اچ‌ام‌اس شانون به همراه چساپیک به هالیفاکس، نوا اسکوشیا بازگشت.
والیس به عنوان فرمانده‌ی ناو درجه‌ی پنجم اچ‌ام‌اس ماداگاسکار، با محافظت از مردم وراکروز در مکزیک در برابر بمباران فرانسه در طول جنگ شیرینی، مورد تشکر مردم قرار گرفت. او به عنوان افسر ارشد نیروی دریایی جبل الطارق و سپس فرمانده در ایستگاه ساحل جنوب شرقی آمریکا منصوب شد. والیس به سمت افسر ارشد پرچم ارتقا یافت و در سن ۱۰۰ سالگی، هنگام مرگ، همچنان در فهرست فعال قرار داشت.